# Condylostylus exquisitus
Condylostylus exquisitus är en tvåvingeart som först beskrevs av Walker 1852.  Condylostylus exquisitus ingår i släktet Condylostylus och familjen styltflugor. Inga underarter finns listade i Catalogue of Life.